# قومية لبنانية

علم لبنان.

خريطة فينيقيا.

خريطة فينيقيا وطرق التجارة المتوسطية.

القومية اللبنانية، أيديولوجية قومية، تعتبر اللبنانيين أمة متميزة ومستقلة عن الأمة العربية. تعتبر الأيديولوجية أن اللبنانيين من نسل مباشر للفينيقيين.
تعود جذور هذه الأيديولوجية إلى الحرب الطائفية التي نشبت في القرن التاسع عشر بين الموارنة والدروز في جبل لبنان بسبب العثمانيين، حيث لعبت الطائفتان المارونية والدرزية معًا في تشكيل دولة لبنان الحديثة. لقد اتخذت الايدولوجية شكلها الرسمي خلال فترة ما بين الحربين والانتداب الفرنسي على سوريا، عندما كانت في الأساس أداة بيد أنصار الفرنسيين في معارضة القومية العربية وفي تبرير وجود دولة لبنان الكبير.
خلال القرن العشرين والحرب الأهلية اللبنانية، ارتبطت القومية اللبنانية بحزب الكتائب، والقوات اللبنانية، حزب الوطنيين الأحرار، والحركات العلمانية مثل حراس الأرز والكتلة الوطنية وحزب التجديد بقيادة الشاعر اللبناني والفيلسوف الراحل سعيد عقل.
تذهب القومية اللبنانية إلى أبعد من ذلك وتتضمن وجهات نظر وحدوية تتجاوز الحدود اللبنانية، وتسعى لتوحيد وضم جميع أراضي فينيقيا القديمة حول لبنان اليوم. يأتي هذا من حقيقة أن لبنان الحالي، وساحل سوريا على البحر المتوسط، وشمال إسرائيل، هي المنطقة التي تتوافق تقريبًا مع مملكة فينيقيا القديمة، ونتيجة لذلك يتعرف غالبية اللبنانيين على السكان الفينيقيين القدامى في تلك المناطق. لذلك، فإن دولة لبنان الأعظم المقترحة تشمل لبنان، مع ضم الساحل السوري على البحر المتوسط وضم شمال إسرائيل.
التراث الثقافي واللغوي للشعب اللبناني هو مزيج من العناصر الأصلية والثقافات الأجنبية التي أصبحت تحكم الأرض وشعبها على مدى آلاف السنين. في مقابلة عام 2013، أشار المحقق الرئيسي وعالم الوراثة اللبناني، بيير زلوع، إلى أن التباين الجيني سبق التباين والانقسامات الدينية: «كان لدى لبنان بالفعل مجتمعات متمايزة جيدًا لها خصائصها الجينية الخاصة، ولكن ليس هناك اختلافات كبيرة، وجاءت الأديان على شكل طبقات من الطلاء في الأعلى. لا يوجد نمط مميز يوضح أن إحدى المجتمعات تحمل الكثير من الفينيقية أكثر من غيرها.»

## لبنانيون قوميون بارزون
- يوسف بك كرم (1823-1889)، ثائر
- إلياس بطرس الحويك (1843-1931)، بطريرك أنطاكية الماروني
- بيار الجميل (1905-1984) سياسي
- كميل شمعون (1900-1987) رئيس لبنان
- بشير الجميل (1947-1982) رئيس لبنان
- داني شمعون (1934-1990) سياسي
- إتيان صقر (مواليد 1937)، زعيم قومي
- سعيد عقل (1911-2014)، شاعر وكاتب وفيلسوف وكاتب مسرحي ومصلح لغوي
- ميشال عون (موليد 1935)، رئيس لبنان وقائد للجيش
- جبران خليل جبران (1883-1931) كاتب وشاعر وفنان تشكيلي